# Fastelavn er mit navn
Fastelavn er mit navn er en traditionel dansk sang som synges af børn, gående fra dør til dør mens de rasler, ved højtiden fastelavn

## Sangtekst
1.Fastelavn er mit navn, 

boller vil jeg have. 

Hvis jeg ingen boller får, 

så laver jeg ballade.
2.Boller op, boller ned, 

boller i min mave.

Hvis jeg ingen boller får, 

så laver jeg ballade.